# هاینکل هائی ۴۲
هاینکل ۴۲ (به انگلیسی: Heinkel He 42) یک هواگرد ساختِ کارخانهٔ هاینکل در کشور آلمان است. نخستین استفاده‌کنندهٔ این هواگرد نیروی هوایی آلمان نازی بوده‌است. این هواگرد برای نخستین بار در ۱۹۲۹ میلادی مورد استفاده قرار گرفت.